# Zard
Zard (ザード Zādo?) fue una banda de rock de Japón, originalmente de 5 miembros. La vocalista y líder del grupo era Sachiko Kamachi, conocida artísticamente como Izumi Sakai, que fue parte de los registros del sello B-Gram Records, Inc. Sus canciones más populares y exitosas son "Makenaide" (1993) (負けないで) , "Yureru Omoi" (1993) (揺れる想い) y "My Friend" (1996). Hasta 2023, Zard ha vendido más de 38 millones de discos, lo que lo convierte en uno de los artistas musicales más vendidos en Japón.

## Historia
Zard realizó su debut el 10 de febrero de 1991 con el sencillo Good-bye My Loneliness (Adiós a mi soledad).
En el tercer álbum Izumi Sakai queda como único miembro del grupo, y desde entonces quedó marcado que ella era, en efecto, la única integrante.
Izumi Sakai era también una prolifera compositora. Escribió todas sus canciones (excepto por algunas canciones como Onna de Itai de su primer álbum y Good-bye My Loneliness, escrita por Dariya Kawashima), y logró el éxito en el lanzamiento de varios libros de poesía.
También escribió canciones para otros artistas conocidos de Japón y otras partes del mundo como Field of View, Wands y Deen.
También participó en la realización del sencillo "Hateshinai Yumewo", que cuenta con la participación del afamado héroe del béisbol Shigeo Nagashima.
Algunas de sus canciones han sido usadas en algunas series y películas tales como:
- Dan Dan Kokoro Hikareteku - Opening del anime Dragon Ball GT y Ending de la película Saikyō e no michi.
- Don't you see! - Ending del anime Dragon Ball GT.
- Unmei no Roulette Mawashite - Opening del anime Detective Conan.
- Hoshi no kagayaki yo - Opening del anime Detective Conan.
- Glorious Mind - Opening del anime Detective Conan.
- Ai wa Kurayami no Naka de - Opening del anime Detective Conan.
- Ashita o yume mite - Ending del anime Detective Conan.
- Kanashii hodo anata ga suki - Ending del anime Detective Conan.
- Shoujo no goro ni modotta mitai ni - Ending de la película Detective Conan: La decimocuarta víctima.
- Natsu o matsu SEIRU no youni - Ending de la película Detective Conan: Estrategia sobre las profundidades.
- Tsubasa o hirogete - Ending de la película Detective Conan: La partitura del miedo.

Izumi fue una artista misteriosa ya que, por un lado, su sello de grabación no lanzaba demasiada información personal sobre sus artistas y, por otro, porque ella hacía que muchos aspectos personales no fueran públicos.
Aparecía raramente en programas en vivo de la música de la TV japonesa como Asahi TV's Music Station o Fuji TV's Hey Hey Hey Music Champ.
Su primer concierto fue en 1999, realizado en un crucero para 600 personas de su club de fans (300 entradas dobles entre 2 millones de peticiones de boletos para el concierto).
Su primera gira verdadera de conciertos, el What a Beautiful Moment Tour, fue llevada a cabo en 2004, 13 años después de su inicio. Casi todos los boletos de aquella gira se agotaron. El tour terminó teniendo más de 10 conciertos a través de los 4 meses a partir de julio de 2004, con un concierto final llevado a cabo el Nippon Budokan, un centro de espectáculos famoso en Japón.
Sakai fue una de las cantantes femeninas más exitosas de los años 90, siendo la cantante #1 para la categoría de cantantes femeninos, y el #3 del total, detrás de los grupos B'z y Mr. Children.
Con 12 sencillos y 10 álbumes alcanzó el primer lugar en la lista Oricon Singles Charts, siendo esos 10 álbumes número 1 consecutivos, un récord hasta hoy aún imbatible en Japón.

### Primeros años y carrera
Izumi Sakai nació en Kurume, prefectura de Fukuoka el 6 de febrero de 1967 y creció en Hadano, prefectura de Kanagawa. Se graduó del Colegio Comunitario de Shoin (antecesor de la Universidad de Shoin) en 1987. Comenzó su carrera como modelo de comerciales en 1989, y realizó su debut como Zard el 10 de febrero de 1991.

### Muerte
Izumi Sakai fallece el día 27 de mayo de 2007 a las 3:10 PM después de haber sido encontrada inconsciente 26 de mayo a las 5:40 AM en el Hospital Universitario de Keio, localizado en Shinjuku.
En junio de 2006 se le había detectado un cáncer de cuello uterino que luego fue extirpado, sin embargo se fue ramificando progresivamente hasta llegar a sus pulmones.
Su muerte se atribuye a un accidente producido dentro del hospital, el cual se dice que mientras Sakai realizaba una de sus caminatas de rutina, se resbaló por las escaleras mojadas por la lluvia, cayendo aproximadamente tres metros. Esto habría agravado su condición, causando finalmente su muerte.

## Discografía
En total realizó 45 singles y 21 álbumes hasta el día 10 de febrero de 2016, consiguiendo ventas de más de 37 millones de discos.

### Sencillos
- Good-bye My Loneliness (10 de febrero de 1991) #9
- Fushigine (25 de junio de 1991) #30
- Mou Sagasanai (6 de noviembre de 1991) #39
- Nemurenai Yoru wo Daite (5 de agosto de 1992) #8
- IN MY ARMS TONIGHT (9 de septiembre de 1992) #9
- Makenaide (27 de enero de 1993) #1
- Kimi ga Inai (21 de abril de 1993) #2
- Yureru Omoi (19 de mayo de 1993) #1
- Mou Sukoshi Ato Sukoshi... (4 de septiembre de 1993) #2
- Kitto Wasurenai (3 de noviembre de 1993) #1
- Kono Ai ni Oyogitsukaretemo (2 de febrero de 1994) #1
- Konna ni Soba ni Irunoni (8 de agosto de 1994) #1
- Anata wo Kanjiteitai (24 de diciembre de 1994) #2
- Just believe in love (1 de febrero de 1995) #2
- Ai ga Mienai (5 de junio de 1995) #2
- Sayonara ha Ima mo Kono Mune ni Imasu (28 de agosto de 1995) #1
- Mai Furendo (8 de enero de 1996) #1
- Kokoro wo Hiraite (6 de mayo de 1996) #1
- Don't you see! (6 de enero de 1997) (Ending de Dragon Ball GT.) #1
- Kimi ni Aitakunattara... (26 de febrero de 1997) #2
- Kaze ga Torinukeru Machi he (2 de julio de 1997) #3
- Eien (20 de agosto de 1997) #1
- My Baby Grand -Nukumori ga Hoshikute- (3 de diciembre de 1997) #3
- ki mo Dekinai (4 de marzo de 1998) #3
- Unmei no Ruretto Mawashite (17 de septiembre de 1998) #1
- Atarashi Doa -Fuyu no Himawari- (2 de diciembre de 1998) #3
- GOOD DAY (2 de diciembre de 1998) #2
- MIND GAMES (7 de abril de 1999) #1
- Sekai ha Kitto Mirai no Naka (16 de junio de 1999) #2
- Itaikurai Kimi ga Afureteiruyo (14 de octubre de 1999) #5
- Kono Namida Hoshi ni Nare (1 de diciembre de 1999) #5
- Get U're Dream (6 de septiembre de 2000) #4
- Promised You (15 de noviembre de 2000) #6
- Sawayakana Kimi no Kimochi (22 de mayo de 2002) #4
- Asu wo Yumemite (9 de abril de 2003) #4
- Hitomi Tojite (9 de julio de 2003) #4
- Motto Chikakude Kimi no Yokogao Miteitai (12 de noviembre de 2003) #8
- Kakegae no Naimono (23 de junio de 2004) #4
- Kyou wa yukkuri hanasou (24 de noviembre de 2004) #5
- Hoshi no Kagayaki yo/ Natsu wo matsu SEIRU no You ni (20 de abril de 2005) #2
- Kanashii Hodou Anata ga Suki/ Karatto Ikou! (8 de marzo de 2006) #6
- Heart ni Hi wo Tsukete (10 de mayo de 2006) #10
- Glorious Mind (12 de diciembre de 2007) #2
- Tsubasa wo Hirogete / Ai wa Kurayami no naka de (9 de abril de 2008) #3
- Sunao ni Ienakute (27 de mayo de 2009) #5

### Álbumes
- Good-bye My Loneliness (27 de marzo de 1991)#34
- Mou Sagasanai (25 de diciembre de 1991)#36
- Hold Me (2 de septiembre de 1992)#2
- Yureru Omoi (10 de julio de 1993)#1
- Oh My Love (4 de junio de 1994)#1
- Forever You (10 de marzo de 1995)#1
- Today Is Another Day (8 de julio de 1996)#1
- ZARD BLEND -SUN & STONE- (23 de abril de 1997)#1
- Eien (17 de febrero de 1999)#1
- ZARD BEST The Single Collection -Kiseki- (28 de mayo de 1999)#1
- ZARD BEST -Requested Memorial- (15 de septiembre de 1999)#1
- ZARD Cruising & Live (26 de enero de 2000)#1
- Toki no Tsubasa (15 de febrero de 2001)#1
- ZARD BLEND II -LEAF & SNOW- (21 de noviembre de 2001)#4
- Tomatteita Tokei ga Ima Ugokidasita (28 de enero de 2004)#2
- Kimi to no Distance (7 de septiembre de 2005)#3